# Mitsui O.S.K. Lines

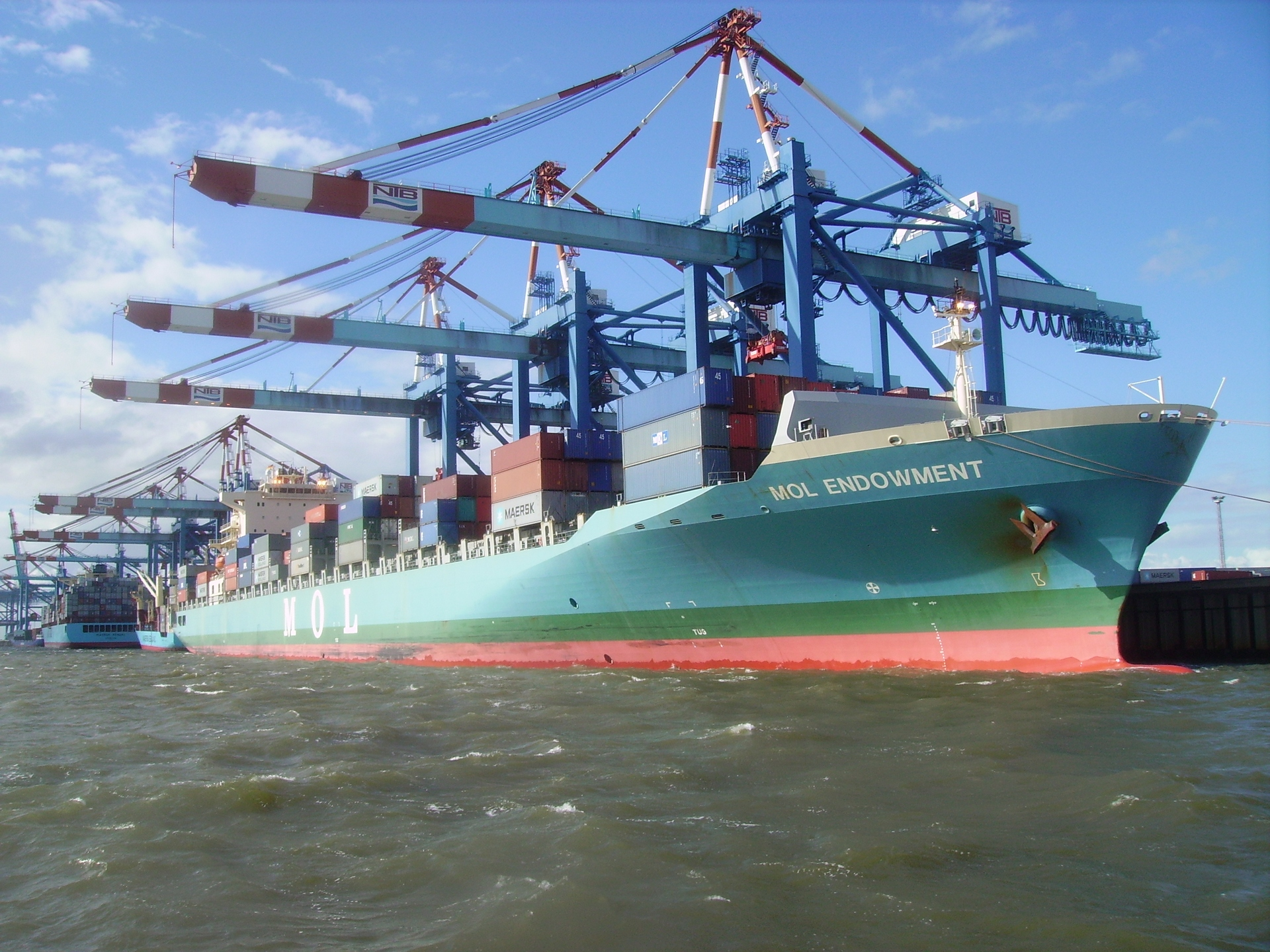
Containerschiff MOL Endowment in Bremerhaven

Die Mitsui O.S.K. Lines, Ltd. (jap. 株式会社商船三井 Kabushiki kaisha Shōsen Mitsui; MOL), gelistet im Nikkei 225, ISIN JP3362700001, ist eine der größten Reedereien der Welt mit Sitz in Tokio (Japan). Vor mehr als 120 Jahren als Teil des Mitsui-Zaibatsu (Konglomerat im Familienbesitz) gegründet, ist die Firma heute ein selbständiger Bestandteil der Mitsui-Keiretsu (Unternehmensgruppe).
1964 erfolgte die Fusion der Mitsui Lines und der Osaka Shosen Kaisha zur Mitsui OSK Line (MOL). MOL und ihre Tochtergesellschaften verfügen zusammen über eine Flotte von mehr als 700 Schiffen, die u. a. Containerschiffe, Massengutfrachter, Autotransporter, Kreuzfahrtschiffe, Fährschiffe und Schlepper umfasst. Zur MOL gehören u. a. auch eine Logistik- sowie eine Hafenbetriebsgesellschaft.
In Japan betreibt MOL ein dichtes Netz von Fährlinien, die alle wesentlichen Häfen des Landes miteinander verbinden. Im Bereich der Containerschifffahrt zählt MOL zu den 20 größten Reedereien der Welt, die mit ihren Schiffen zahlreiche Linien vor allem in Ostasien, nach Europa und zur amerikanischen Westküste bedient. Hierfür werden u. a. Containerschiffe mit jeweils über 20.000 TEU eingesetzt. Zusammen mit den Reedereien APL/NOL (Singapur) und Hyundai Merchant Marine (Südkorea) bildet MOL das Konsortium The New World Alliance (TNWA).
Im Mai 2016 wurde mit Hapag-Lloyd, Nippon Yūsen, “K” Line, Yang Ming Line und Hanjin Shipping „The Alliance“ gegründet.
Die drei größten japanischen Containerreedereien NYK, MOL und “K” Line vereinbarten im Oktober 2016, ihre Containeraktivitäten zusammenzulegen und als gemeinsames Unternehmen zu betreiben. NYK erhielt mit einer Stellplatzkapazität von 592.000 TEU einen 38-prozentigen Anteil, K-Line mit 358.000 TEU und MOL mit 491.000 TEU jeweils 31 %. Am 7. Juli 2017 wurde die neue Gesellschaft Ocean Network Express (ONE) gegründet und nahm ihre Arbeit am 1. April 2018 auf. Sie steht mit einem Marktanteil von 6,6 % und einer Containerkapazität von 1.440.000 TEU an sechster Stelle der größten Containerreedereien.
In Deutschland ist MOL mit Niederlassungen in Bremen, Düsseldorf, Hamburg und Stuttgart vertreten. MOL betreibt das Kreuzfahrtschiff Nippon Maru. Im März 2023 erwarb das Unternehmen zudem die Seabourn Odyssey von Seabourn Cruise Line. Bis September 2024 ist das Schiff noch von Seabourn zurückgechartert, bis MOL ab Dezember desselben Jahres mit beiden Schiffen die neue Marke Mitsui Ocean Cruises aufbauen will.